# フランチェスコ1世・デル・バルツォ
フランチェスコ1世・デル・バルツォ（イタリア語：Francesco I del Balzo. 1330年ごろ - 1422年4月23日）は、初代アンドリア公、モンテスカリオーゾ伯およびスクイッラーチェ伯、ベール、ミソンおよびティアノの領主。
フランチェスコ1世はアンドリア伯およびモンテスカリオーゾ伯ベルトランド3世・デル・バルツォとその2番目の妃マルグリット・ドルネーの息子である。父ベルトランド3世はローマ議員、トスカーナの総司令官およびナポリの司法長官をつとめた。デル・バルツォ家はフランチェスコ1世が1348年にマルゲリータ・ディ・ターラントと結婚した後、ナポリ王国で最も権力を持つ一族の一つとなった。

## 生涯
1349年、フランチェスコ1世はターラント公ルイージより広大な領地を与えられた。ルイージは1346年にナポリ女王ジョヴァンナ1世と結婚し、ナポリ王となっていた。ルイージは1352年または1353年に戴冠された。ルイージは1348年に結婚したフランチェスコ1世の2番目の妃マルゲリータの兄であった。フランチェスコ1世はアンドリア公とされたが、王国で最初に公爵となった最初の貴族となった。アンドリアは、フランチェスコの父ベルトランド3世が最初の妃でナポリ王カルロ2世の娘ベアトリーチェ・ダンジョより寡婦財産として受け取った王家の領地であった。
1373年にターラント公フィリッポ2世が死去し、マルゲリータとフランチェスコは、ターラントおよびフィリッポ2世のギリシャの領地（主にアカイア公国とそれに付随する領地）と称号を自身達および息子でターラント公フィリッポ1世の最後の男子の子孫であるジャコモのために主張した。マルゲリータの主張はローマ教皇グレゴリウス11世が支持した。しかし、ナポリ女王ジョヴァンナ1世はターラント公のギリシャにおける領地を自ら支配することを決めた。1374年4月、ジョヴァンナ1世はデル・バルツォ家の勢力を抑えることに決め、フランチェスコからすべての領地と称号を剥奪した。これにより、ジョヴァンナ1世とデル・バルツォ家との間に内乱が勃発した。『モレア年代記』のアラゴン語版に記録が残されている。

## 家族
フランチェスコ1世は3度結婚した。
1337年、マルシコ伯トンマーゾ3世・デ・サン・セヴェリーノの娘ルイーザと結婚したが、子供は生まれなかった。
1348年、ターラント公フィリッポ1世とその2番目の妃カトリーヌ・ド・ヴァロワ＝クルトネーの娘マルゲリータと結婚した。マルゲリータは1380年9月ごろに幽閉中に死去した。2人の間には以下の子女が生まれた。
- ジャコモ（1383年没） - アカイア公および最後の名目上のラテン皇帝[1]
- アントーニア（1355年頃 - 1374年） - シチリア王フェデリーコ3世と結婚[1]

1381年、ニッコロ・オルシーニとその最初の妃ジャンヌ・ド・サブランの娘スヴェーヴァと結婚し、以下の子女が生まれた。
- マルゲリータ（1394年 - 1469年） - サン＝ポル伯ピエール1世と結婚、ジャケット・ド・リュクサンブールの母[1]。
- グリエルモ - 2代アンドリア公。マリア・ブルンフォルテと結婚、子女あり。